# Radioaktív (film)
A Radioaktív (eredeti cím: Radioactive) 2019-ben bemutatott brit életrajzi filmdráma Marjane Satrapi rendezésében. A főszereplő Marie Curie-t Rosamund Pike formálja meg. A film Lauren Redniss 2010-es Radioactive: Marie & Pierre Curie: A Tale of Love and Fallout című képregénye alapján készült.
A filmet a 2019-es Torontói Nemzetközi Filmfesztivál záróestjén mutatták be. 2020-ban került volna a mozikba, de a COVID-19 világjárvány miatt a bemutatót törölték. Az Egyesült Királyságban 2020. június 15-én adta ki digitálisan a StudioCanal, az Amerikai Egyesült Államokban pedig 2020. július 24-én az Amazon Studios az Amazon Prime Video-on keresztül, Magyarországon DVD-n jelent meg szinkronizálva.
A film Maria Sklodowska-Curie hihetetlen igaz történetéről és Nobel-díjas munkásságáról szól, amely megváltoztatta a világot.

## Szereplők
| Színész             | Szerep                | Magyar hang    |
| ------------------- | --------------------- | -------------- |
| Rosamund Pike       | Marie Curie           | Huszárik Kata  |
| Sam Riley           | Pierre Curie          | Moser Károly   |
| Sian Brooke         | Bronia Sklodowska     | Erdős Borcsa   |
| Simon Russell Beale | Gabriel Lippmann      | Kajtár Róbert  |
| Anya Taylor-Joy     | Irene Curie           | Csuha Borbála  |
| Ariella Glaser      | Irene Curie fiatalon  |                |
| Indica Watson       | Irene Curie hatévesen |                |
| Cara Bossom         | Ève Curie             |                |
| Aneurin Barnard     | Paul Langevin         | Gyurin Zsolt   |
| Edward Davis        | Frédéric Joliot-Curie |                |
| Katherine Parkinson | Emma Jeanne Desfosses | Rigler Renáta  |
| Tim Woodward        | Alexandre Millerand   |                |
| Jonathan Aris       | Hetreed               |                |
| Mirjam Novak        | Francoise nővér       |                |
| Corey Johnson       | Adam Warner           |                |
| Demetri Goritsas    | Dr. Jenkins           | Kapácsy Miklós |
| Michael Gould       | Clark bíró            |                |
| Drew Jacoby         | Loïe Fuller           | Garami Mónika  |
| Paul Albertson      | Paul Tibbets          |                |

## A film készítése
2017 februárjában jelentették be, hogy Marjane Satrapi Marie Curie életéről szóló életrajzi filmet fog rendezni, amelynek gyártója a StudioCanal és a Working Title Films lesz. Eredetileg 2017 őszére tervezték a gyártás megkezdését. 2017 májusában, a Cannes-i Filmfesztivál során Rosamund Pike kapta meg Curie szerepét.
2018 februárjában az Amazon Studios megszerezte a film amerikai forgalmazási jogait, a forgatás pedig ugyanazon a héten kezdődött Budapesten és Esztergomban. A stábot néhány nappal később Sam Riley, Anya Taylor-Joy, Aneurin Barnard és Simon Russell Beale egészítette ki.

## Bemutató
A Radioaktív világpremierje a Torontói Nemzetközi Filmfesztivál záróestjén volt 2019. szeptember 14-én. A Nemzetközi nőnap alkalmából a film brit premierjére a Curzon Mayfair Cinema-ban került sor 2020. március 8-án, a tervezett március 20-i mozibemutató előtt, amelyet a COVID-19 világjárvány miatt töröltek. A StudioCanal végül 2020. június 15-én az Egyesült Királyságban digitális platformokon, július 6-án pedig Video on Demand-en keresztül, majd július 27-én DVD-n is megjelentette a filmet. Az Egyesült Államokban, ahol a filmet eredetileg 2020. április 24-én mutatta volna be a mozikban az Amazon Studios, 2020. július 24-én egyenesen az Amazon Prime Video-ra került.

## Fordítás
- Ez a szócikk részben vagy egészben  a   Radioactive (film) című angol Wikipédia-szócikk fordításán alapul.  Az eredeti cikk szerkesztőit annak laptörténete sorolja fel. Ez a jelzés csupán a megfogalmazás eredetét és a szerzői jogokat jelzi, nem szolgál a cikkben szereplő információk forrásmegjelöléseként.